# Tianzhou 3
Das Frachtraumschiff Tianzhou 3 (chinesisch 天舟三号, Pinyin Tiānzhōu Sānhào) startete am 20. September 2021 mit einer Trägerrakete vom Typ Langer Marsch 7 zur Chinesischen Raumstation. Neben Versorgungsgütern und etwas Treibstoff brachte der Frachter auch einen dritten Außenbordanzug für Raumfahrer geringerer Körpergröße zur Station. Am 27. Juli 2022 wurde er über dem Südpazifik kontrolliert zum Absturz gebracht.

## Ferienlager
Während der Vorbereitungen zum Start des Versorgungsraumschiffs fand in Wenchang auf der Insel Hainan vom 17. bis 21. September 2021 ein vom Büro für bemannte Raumfahrt und dem Archiv der Akademie für Verteidigungstechnologie organisiertes Ferienlager für 36 Schulkinder aus einkommensschwachen Familien Zentral- und Westchinas statt, bei dem unter anderem Yang Liwei als Betreuer fungierte.
Rund zwei Dutzend von den Kindern gemalte Bilder zum Thema bemannte Raumfahrt wurden in den Frachter gepackt. Anlässlich eines Neujahrsdialogs mit Studenten aus Peking, Hongkong und Macau am 1. Januar 2022 öffnete die Besatzung von Shenzhou 13 das Paket und verwandelte die Raumstation in eine Kunstgalerie.
Während die Sowjetunion und die USA ihre Raumfahrer für Propaganda in den verbündeten Staaten nutzten (Tereschkowa in der DDR, Armstrong in der BRD), war das bemannte Raumfahrtprogramm der Volksrepublik China von Anfang an nach innen orientiert.
Neben dem unmittelbaren Zweck, Kinder für Naturwissenschaften zu interessieren und zu einem Studium der Luft- und Raumfahrttechnik zu motivieren, um dem Personalmangel in der chinesischen Raumfahrtindustrie zu begegnen, diente die Interaktion mit einem realen Raumfahrer und der Besuch eines realen Raketenstarts auch dazu, bei den Kindern aus den Gebieten westlich der Heihe-Tengchong-Linie Nationalstolz zu erzeugen.

## Missionsverlauf

### Start und Anflug
Tianzhou 3 wurde am 20. September 2021 um 07:10 Uhr UTC von der Startrampe 201 des Kosmodroms Wenchang mit einer Trägerrakete vom Typ Langer Marsch 7 gestartet. Zehn Minuten nach dem Start war der Zielorbit erreicht und das Raumschiff wurde von der Trägerrakete abgetrennt. Um 07:22 Uhr UTC wurden die Solarmodule entfaltet.
Nach sechs Orbitalmanövern dockte Tianzhou 3 am 20. September 2021 um 14:08 Uhr UTC, knapp sieben Stunden nach dem Start, an der Heckschleuse des zu diesem Zeitpunkt unbesetzten Kernmoduls Tianhe an. Die Mannschaft von Shenzhou 12 hatte die Chinesische Raumstation am 16. September 2021 verlassen. An der Bugschleuse war seit dem 18. September 2021 der alte Frachter Tianzhou 2 angekoppelt.
Das bei Tianzhou 1 und Tianzhou 2 verwendete Dezimeterwellen-Radar zur Positionsbestimmung während des Andockmanövers im Bereich zwischen 100 km und 10 km war bei Tianzhou 3 nicht mehr eingebaut. Am 23. Juni 2020 wurde das Beidou-Satellitennavigationssystem vollendet, und ab Tianzhou 3 findet nun die Navigation über dieses System statt. Für die Feinsteuerung zwischen 10 km und 30 m wird jedoch weiterhin das Lidar verwendet, danach der optische Navigationssensor.

### Ladung
Da der von Tianzhou 2 zur Raumstation gebrachte Treibstoff für den regulären Betrieb mehr als ausreichte, führte Tianzhou 3 nur Treibstoff für den eigenen Bedarf und für Betankungsversuche mit. Dementsprechend wurde bei diesem Exemplar die Zahl der Tanks von 8 auf 4 reduziert, wodurch nun 5,6 t statt 4,7 t andere Fracht transportiert werden konnten.
Die Treibstoffleitungen von Tianzhou 3 wurden mit denen des Kernmoduls und von Tianzhou 2 zu einem Netz verbunden und Betankungsversuche über die Bugschleuse durchgeführt.
Nach der Fertigstellung der eigentlichen Raumstation soll ab 2024 an jener Schleuse das geplante Weltraumteleskop Xuntian gelegentlich andocken, um betankt und gegebenenfalls gewartet zu werden.[veraltet]
Bei der restlichen Ladung handelte es sich um Nahrung, Hautpflegeprodukte etc. für die Mission Shenzhou 13, also für drei Personen für sechs Monate, außerdem Reservegeräte für die Raumstation und weltraumwissenschaftliche Nutzlasten, Sauerstoffflaschen und Wasserbeutel. Letztere können nach Entleerung zusammengefaltet und platzsparend verstaut werden. Statt etwas über 160 Paketen wie bei Tianzhou 2 führte der Frachter nun 206 Pakete mit. Die Pakete waren dichter gepackt, wodurch man in dem insgesamt 18 m³ fassenden Laderaum statt 266 kg/m³ bei Tianzhou 2 nun 272 kg/m³ unterbringen konnte. Für die Pakete standen 22 verschiedene Formen zur Auswahl, sodass der begrenzte Raum im Frachter wie bei einem Tangram-Legepuzzle optimal ausgenutzt wurde.
Die bei der Mission Tianzhou 2 verwendeten Strichcodes auf den Etiketten der Pakete wurden durch 2D-Codes ersetzt, zusätzlich besaßen die Etiketten weiterhin RFID-Transponder für ein leichteres Auffinden in dem im Laufe der Mission unvermeidlicherweise zunehmenden Chaos.

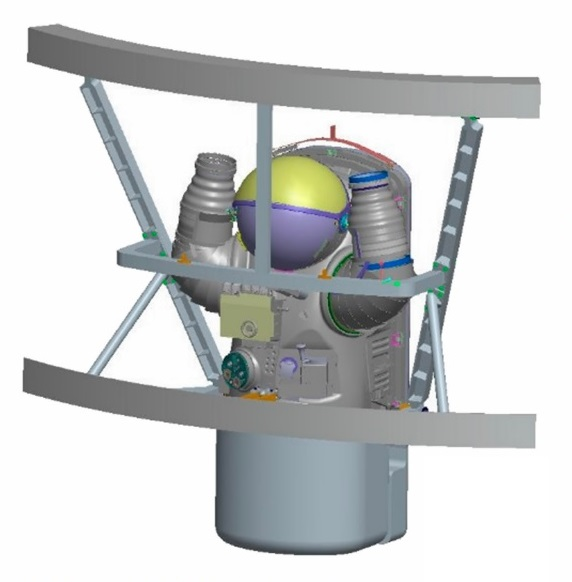
Anzugständer

Der wichtigste Gegenstand war ein dritter Raumanzug für Raumfahrer geringerer Körpergröße, der mit gelben Streifen markierte „Außenanzug C“. Um den 30 Millionen Yuan teuren Raumanzug, der ohne Sauerstoffflaschen im Tornister 90 kg wiegt, beim Start nicht zu beschädigen, wurde ein eigener Anzugständer in den Frachter eingebaut.
Wie die bei der Vorgängermission Tianzhou 2 am 29. Mai 2021 zur Station gebrachten Außenanzüge A (rote Streifen) und B (blaue Streifen) ist Außenanzug C für eine Gebrauchsdauer von 3 Jahren zertifiziert. Innerhalb dieser Zeit kann der Anzug 15-mal verwendet werden.
An Bord war außerdem eine Handkamera vom Typ MAVO Edge 8K der Firma Tilta aus Shenzhen für von China Central Television für eine Dokumentation benötigte Aufnahmen im UHDTV-Format.
Die Kamera besaß eine Auflösung von 8192 × 4320 Pixeln, die Bildfrequenz betrug 50 fps.
Die Kamera wurde mit drei auswechselbaren Objektiven und 40 Speicherkarten in ein gut gepolstertes Paket verpackt, das am Ende wegen Geruchsentwicklung fast nicht in den Frachter geladen worden wäre. Erst nach Intervention von Regisseur Zhu Yiran (朱翌冉) von CCTV erteilte das Büro für bemannte Raumfahrt die Genehmigung zur Mitnahme.

### Umdockung
Am 19. April 2022 um 21:02 Uhr UTC koppelte Tianzhou 3 von der Heckschleuse ab, um den Platz für Tianzhou 4 freizumachen, der später am 9. Mai 2022 startete. Der Frachter zog sich zunächst in zwei Schritten auf eine Parkposition 400 m hinter dem Kernmodul zurück. Dann nahm er, immer noch mit dem Koppeladapter auf die Station ausgerichtet, eine Parkposition hinter dem Kernmodul ein. Anschließend umrundete der Frachter, während er sich 180° um die Gierachse drehte, die Raumstation und flog zu einer Parkposition 2 km vor dem Kernmodul. In zwei Schritten ließ er das Kernmodul an sich herankommen und koppelte am 20. April 2022 um 01:06 Uhr UTC mit einem automatisch ablaufenden Manöver an der vorderen Bugschleuse an.
Dort diente das ausgediente Frachtraumschiff der Besatzung von Shenzhou 14 ab dem 5. Juni 2022 als Mülldeponie.

### Deorbit
Am 17. Juli 2022 um 02:59 Uhr UTC wurde Tianzhou 3 von der Station abgekoppelt, um die Bugschleuse für das Wissenschaftsmodul Wentian freizumachen, das dort eine Woche später andockte.
Der Frachter wurde am 27. Juli 2022 um 03:31 in die Erdatmosphäre gesteuert. Der größte Teil verglühte, einige Trümmerstücke fielen wie vorausberechnet in den Südpazifik.

## Weltraummüll-Detektor
Auf Tianzhou 3 war ein optischer Detektor für Weltraummüll installiert. Das Gerät bestand aus einer hochempfindlichen Kamera mit großem Sichtfeld, die schwach beleuchtete Objekte im Orbit fotografieren konnte. In den sechs Monaten vom Start der Mission bis Ende März 2022 hatte die Kamera an die tausend Fotos gemacht. Derartige, im sichtbaren Licht arbeitende Kameras sollen später in großem Maßstab eingesetzt werden. Ihr Vorteil ist, dass sie Trümmerstücke auch in großer Entfernung präzise lokalisieren können. Der Nachteil ist, dass sich Schwingungen vom Betrieb des sie transportierenden Raumflugkörpers auf die Bildqualität auswirken.
Die Kamera besaß nur ein Objektiv und konnte, anders als zum Beispiel ein Lidar, keine dreidimensionale Vermessung der Trümmerstücke durchführen. Der Detektor besaß jedoch einen eigenen Computer, der große Mengen an Daten mit großer Geschwindigkeit verarbeiten und so nach Beobachtung eines kurzen Bahnabschnitts die Bahnelemente der Trümmerstücke berechnen konnte. Diese wurden dann mit den Daten des Forschungszentrums für die Beobachtung von Zielen und Trümmerstücken im Weltraum zusammengeführt, das mit Teleskopen in Xuyi, Delhi und Kunming ebenfalls Weltraummüll beobachtet.